# Wendy Bruce
Wendy Bruce (Plainview, 23 de março de 1973) é uma ex-ginasta norte-americana.
Ao lado das companheiras de equipe, Shannon Miller, Betty Okino, Kim Zmeskal, Kerri Strug, Dominique Dawes, conquistou a terceira medalha coletiva da história da nação em Olimpíadas, na edição de Barcelona, na Espanha. Aposentada das competições, tentou graduar-se uma vez. Na segunda investida, ingressou na Seminole Community College para se tornar a primeira de sua família a ter um diploma universitário. Em 2001, casou-se e passou a cuidar das filhas, Cameron e Sammie. Após resolver seu problema médico, que a prejudicava no aprendizado, passou a se concetrar melhor na aulas, o que facilitou seu processo de graduação. Em 2010, fora inserida no U.S Gymnastics Hall of Fame.